# Kerkschat van Oignies

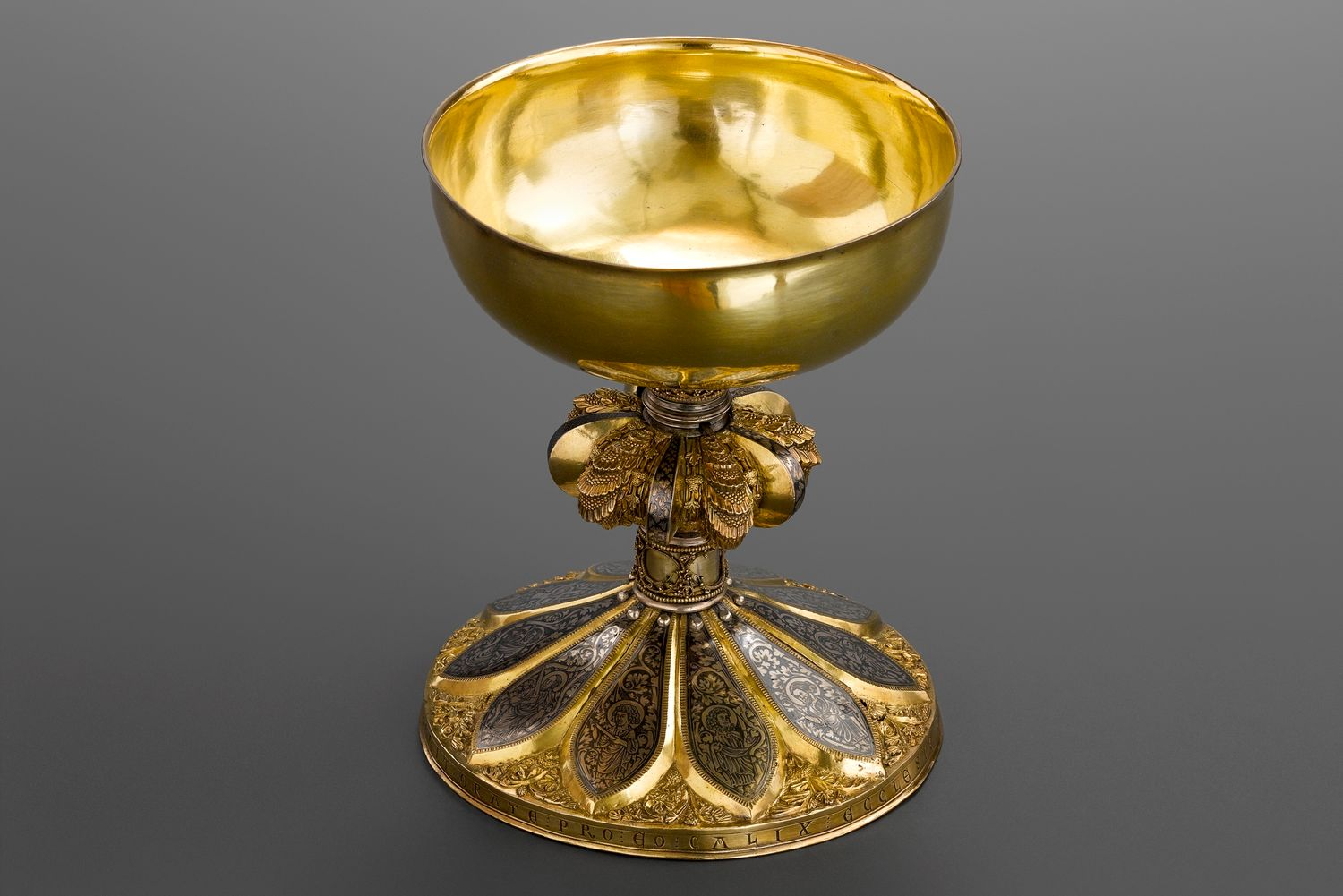
De kelk van de kerkschat van Oignies, gesigneerd door Hugo van Oignies

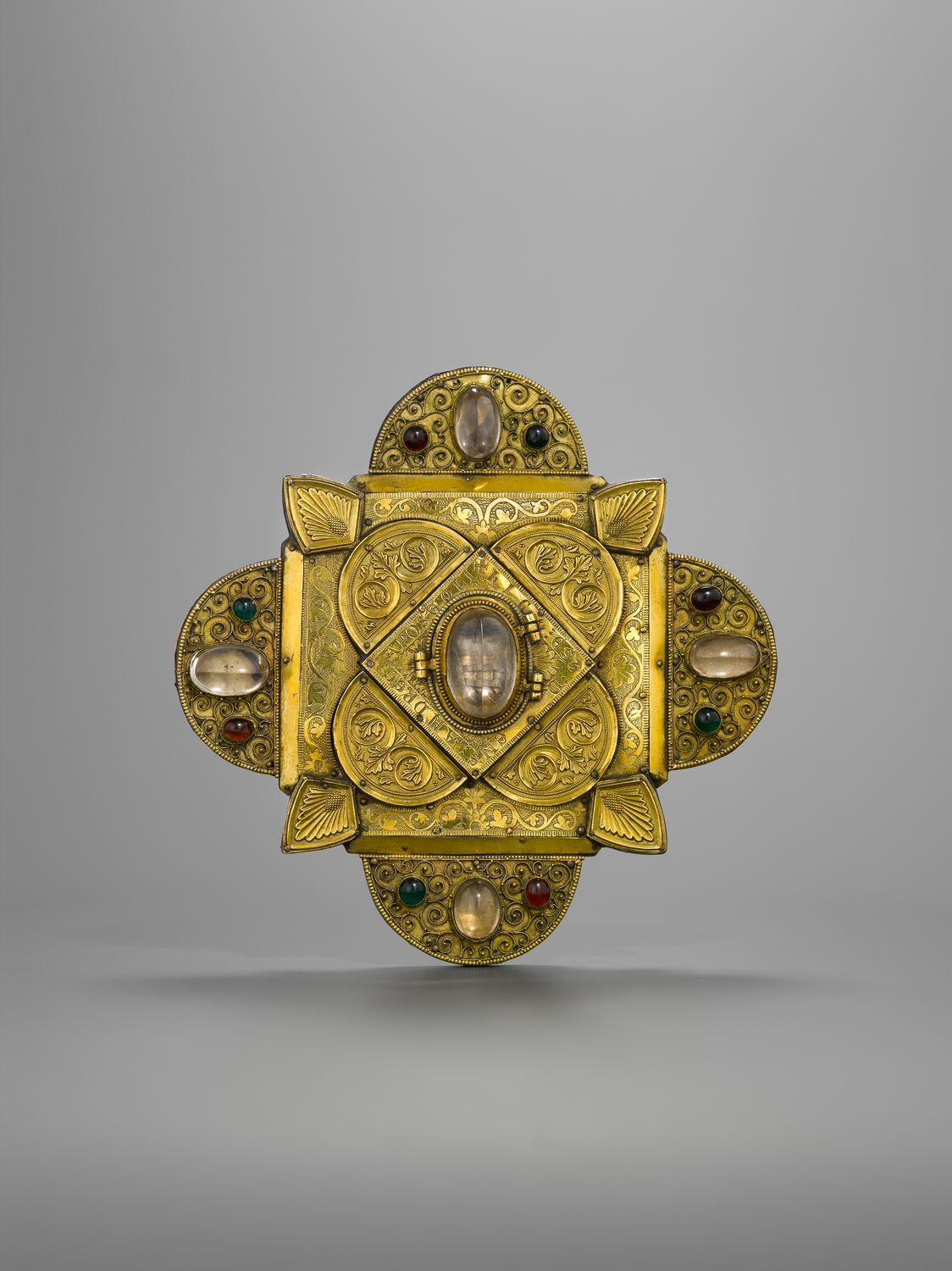
Fylacterion van de tand van de Heilige Andreas

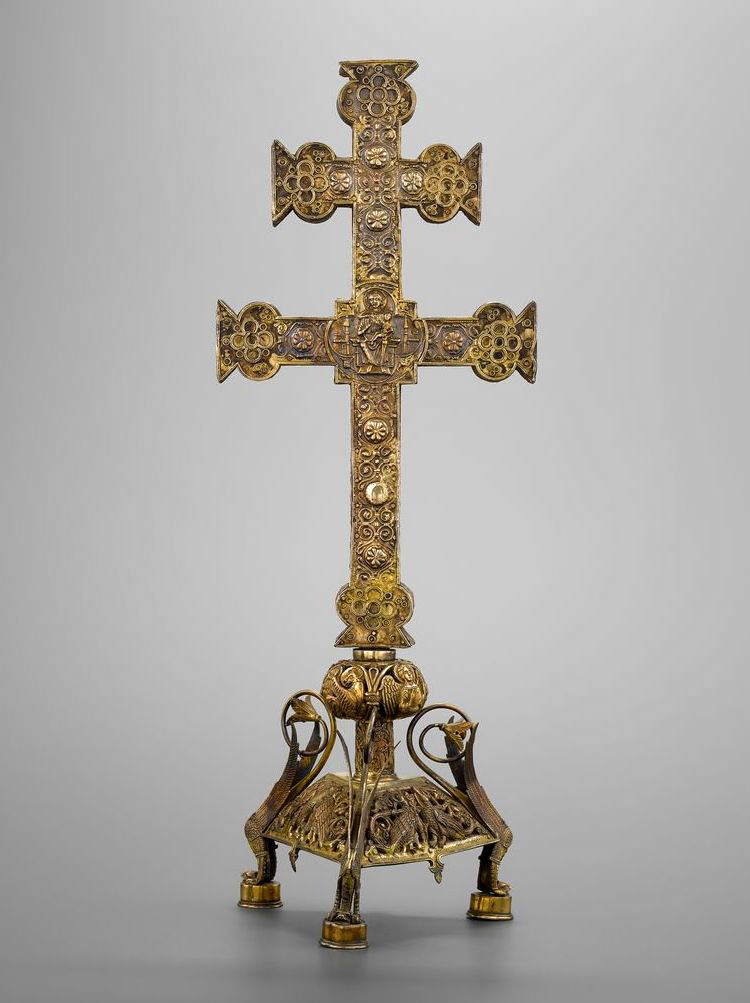
Reliekkruis van het Heilig Kruis (12e of 13e eeuw) - achterzijde

De Kerkschat van Oignies (ook genoemd: Schat van Oignies) is een verzameling van een vijftigtal 13e-eeuwse stukken die het leven en de geschiedenis van een kloostergemeenschap weerspiegelen. Reliekhouders maken ongeveer de helft uit van de verzameling, met daarnaast liturgische en rituele voorwerpen. De meeste edelsmeedwerken zijn toegeschreven aan Hugo van Oignies (geboren voor 1187 en werkzaam tot 1238) en zijn atelier, wiens werken behoren tot de Maaslandse kunst. Hij was een edelsmid en een broeder van de voormalige priorij van Oignies in Oignies in de tegenwoordige Belgische gemeente Aiseau-Presles. Ook het legaat van Jacob van Vitry, met objecten uit zijn privékapel die hij aan de priorij schonk, maakt deel uit van het geheel. Deze kerkschat is een van de zeven wonderen van België. De schat is overgedragen aan het Erfgoedfonds van de Koning Boudewijnstichting. Ze wordt algemeen beschouwd als een van de absolute hoogtepunten van middeleeuwse edelsmeedkunst.
De kerkschat wordt tentoongesteld in het TreM.a (Musée des Arts anciens du Namurois – Trésor d’Oignies).

## Het ontstaan van de kerkschat
Hugo van Oignies was een begaafd edelsmid en broeder in de priorij van Oignies. In de Kerkschat van Oignies zitten er een twintigtal werkstukken van zijn hand of atelier (er zijn namelijk ook stukken met een andere herkomst), gecreëerd tussen 1227 en 1238. De aanzet hiervoor waren relieken van heiligen, edele materialen en kostbare voorwerpen, vaak geschonken door Jacob van Vitry, in 1210 augustijnerkanunnik van de priorij. Deze eminente Franse theoloog en de latere bisschop van Saint-Jean d'Acre (het huidige Akko) verbleef een aantal jaren in de priorij, aangetrokken door de bewondering die hij voelde voor Maria van Oignies, een kluizenares en mystica in Oignies.
Het werk van Hugo van Oignies wijkt in sommige opzichten af van de Maaslandse kunst van zijn tijdgenoten. De kleuren waren soberder en hij koos meer voor het gebruik van metaal. De combinatie van technieken zorgt voor een spel van reliëf en contrasten die zijn werkstukken hun unieke harmonie geven. Niëllo speelt een belangrijke rol in zijn werk. Door het contrast tussen het zwart van het aangebrachte mengsel van koper, lood en zwavel en het gepolijste metaal krijgt het opschrift of de figuur diepte, wat zijn stukken verrassend en vernieuwend maakt. Daarnaast onderzocht hij de mogelijkheden die figuratief filigraanwerk hem boden. Zijn ciseleerwerk toont zijn talent als tekenaar en als boekverluchter. Aan zijn kunstwerken voegde hij strookjes metaalfolie toe, bedrukt met dieren, figuren of bladwerk (stempeltechniek). Hij was zeker een belezen man die in het scriptorium van de priorij werkte. Hij kende de Heilige Schrift en hoogstwaarschijnlijk het werk van andere Noord-Franse kloosterateliers via onder meer schetsboeken die hij in handen kreeg.

## Oignies en Byzantium
Tijdens het Vierde Lateraans Concilie van 1215 maakte Jacob van Vitry met zijn betoog over de kruistocht tegen de Albigenzen zoveel indruk dat hij tot bisschop van Akko werd benoemd. Hij verliet Oignies in 1216 en vertrok in Genua naar zijn bisdom. Voor de bisschop was dit een uitgelezen kans om de materiële zorgen van de priorij te verlichten. De verovering van Constantinopel in 1204 schiep ideale omstandigheden voor handel rond de Middellandse Zee. Via zijn sociaal netwerk en zijn overredingskracht slaagde de Vitry er in om een aantal unieke oosterse objecten naar Oignies te versturen. In koffertjes uit ivoor uit Arabisch Sicilië werden kostbaarheden bewaard en vervoerd. Of ze bedoeld waren om de toekomst van Oignies veilig te stellen, of om de herinnering aan Maria van Oignies levendig te houden, of om kunstvoorwerpen te creëren is onbekend. Zeker is dat ze bestemd waren voor Hugo van Oignies.

## De gebruikte materialen
Deze kerkschat is gemaakt van uiterst waardevolle en zeldzame materialen waaronder goud, zilver, edelstenen, antieke gemmen en cameeën, ivoor, Byzantijns email en Egyptisch glas. Waar deze materialen vandaan kwamen is niet bekend. Tijdens de middeleeuwen kwam het vaak voor dat voorwerpen werden omgesmolten. De aankoop van nieuwe materialen zou voor de kleine priorij van Oignies een te zware financiële belasting zijn. Bepaalde stukken waren geschenken van Jacob van Vitry. Daarnaast schonken voorbijtrekkende pelgrims kostbaarheden of waren het kruisvaarders die ze meebrachten uit het Oosten.
Om de relieken zichtbaar te maken gebruikte Hugo van Oignies stukjes bergkristal en cabochon in de reliekhouders. Stukjes van het Heilig Kruis, de melk van de maagd Maria, botten en stukjes kleding konden zo aan de gelovigen worden getoond. Voor de mensen in de 13e eeuw was het belangrijk dat zij de relieken konden zien en aanraken. Voor hen bezaten ze bovennatuurlijke krachten.

## De kerkschat van Oignies door de eeuwen heen
- 1227-1228: Hugo start de creatie van de kunstwerken
- 1648: de kunstwerken worden op het einde van de Tachtigjarige Oorlog verborgen voor de Spaanse troepen in het refugehuis van de priorij van Namen en keren op een onbekende datum terug naar Oignies
- 1794: de Franse revolutionairen schaffen onder het Directoire de kloostergemeenschappen af. De laatste prior, Dom Grégoire Pierlot laat de kerkschat inmetselen in de muur van een boerderij van het echtpaar Moussiaux in Falisolle
- 1817: bij het overlijden van landbouwer Moussiaux wordt de kerkschat aan abt Lambotte toevertrouwd, pastoor van Falisolle
- 1818: Dom Pierlot beseft de teloorgang van de priorij van Oignies en de Zusters van Onze-Lieve-Vrouw van Namen bewaren de collectie in hun klooster
- 1939: de kunstwerken werden voor het uitbreken van de Tweede Wereldoorlog in veiligheid gebracht en ontsnappen zo aan vernieling bij het bombardement van het klooster op 13 mei 1940
- 1944: de kunstschat verhuist naar het Bisschoppelijk museum van Namen
- 1952: de schat krijgt een speciaal ingerichte zaal in het nieuwe klooster
- 2010: de Zusters in Namen schenken de collectie aan de Koning Boudewijnstichting, die hem in depot geeft aan de Société archéologique de Namur zodat hij kan worden tentoongesteld in TreM.a (Musée des Arts anciens du Namurois – Trésor d’Oignies).

## Galerij

Reliekhouders
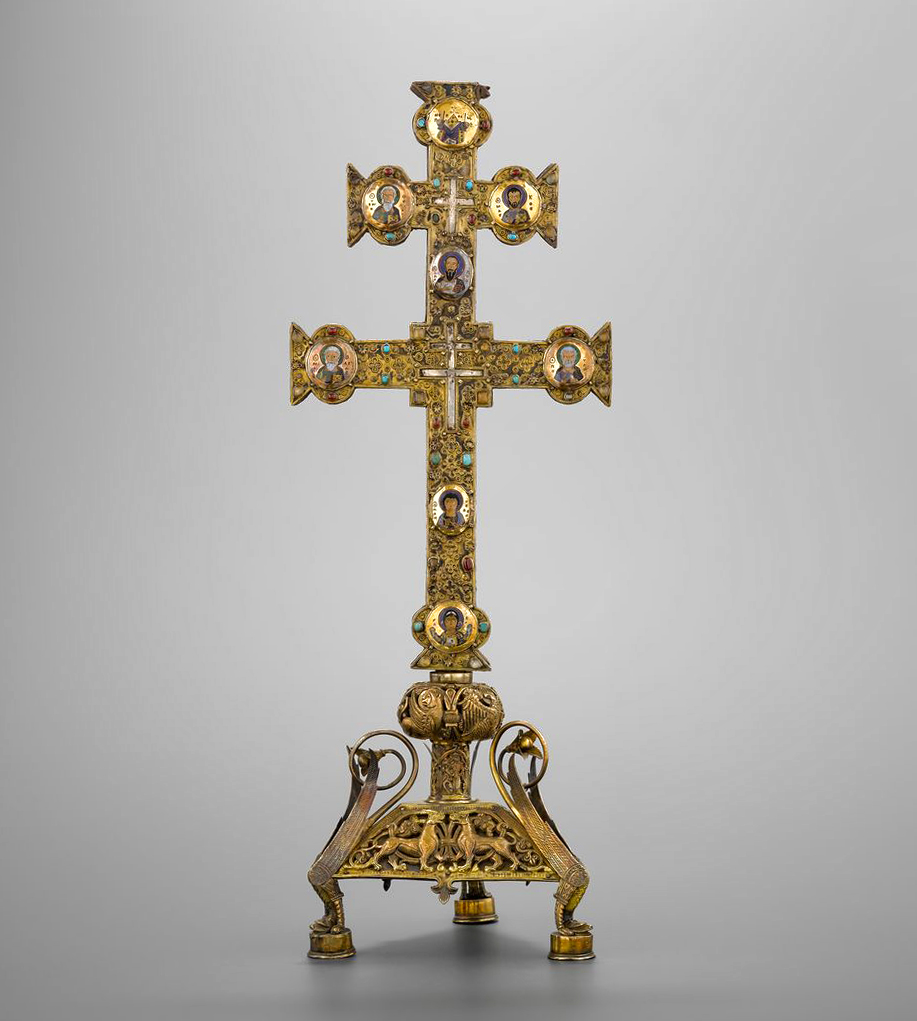
Anoniem, Reliekkruis van het Heilige Kruis (ca. 1228 - 1250) - voorzijde
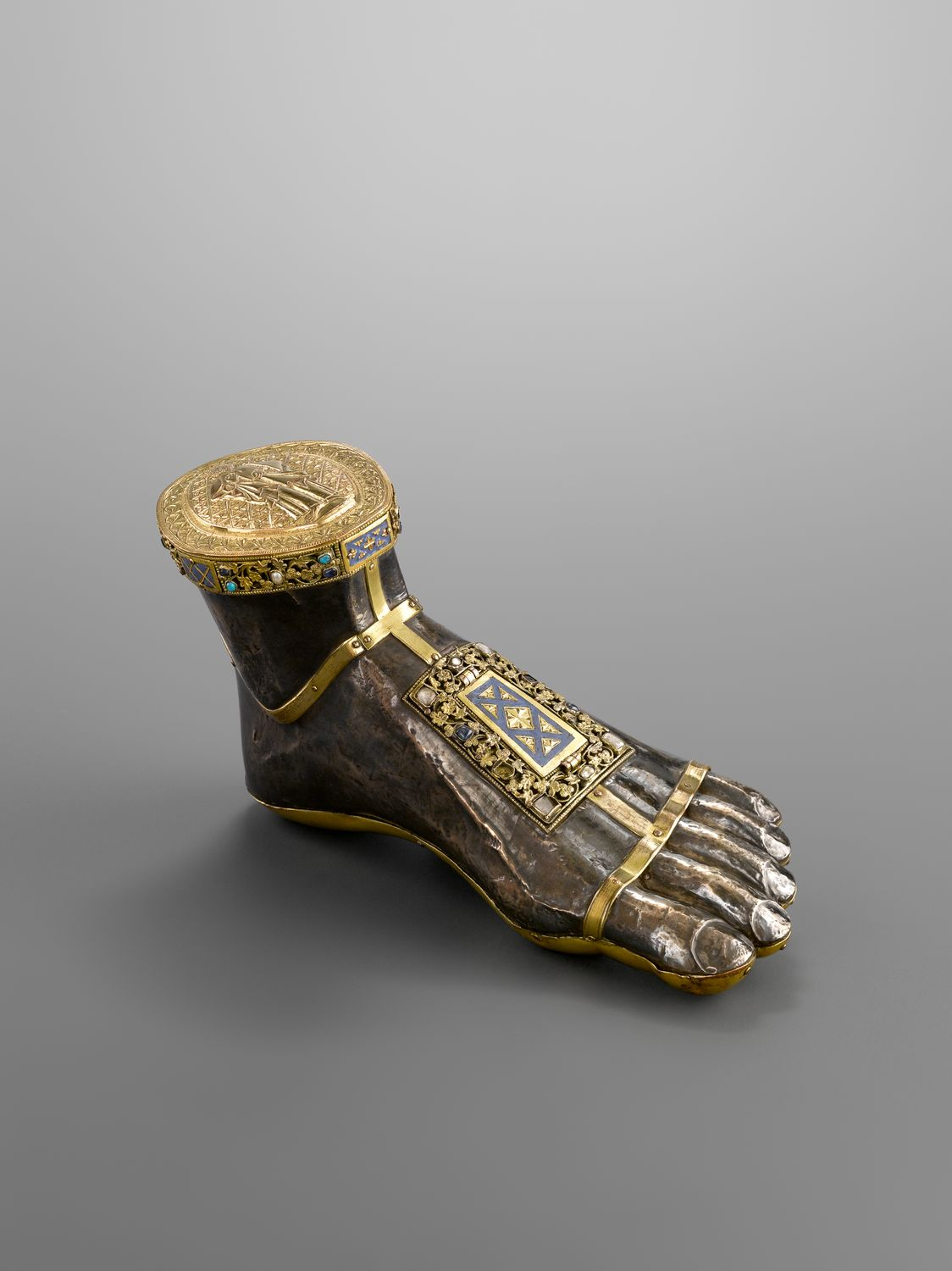
Reliekhouder van de heilige Jacobus de Meerdere (ca. 1250)
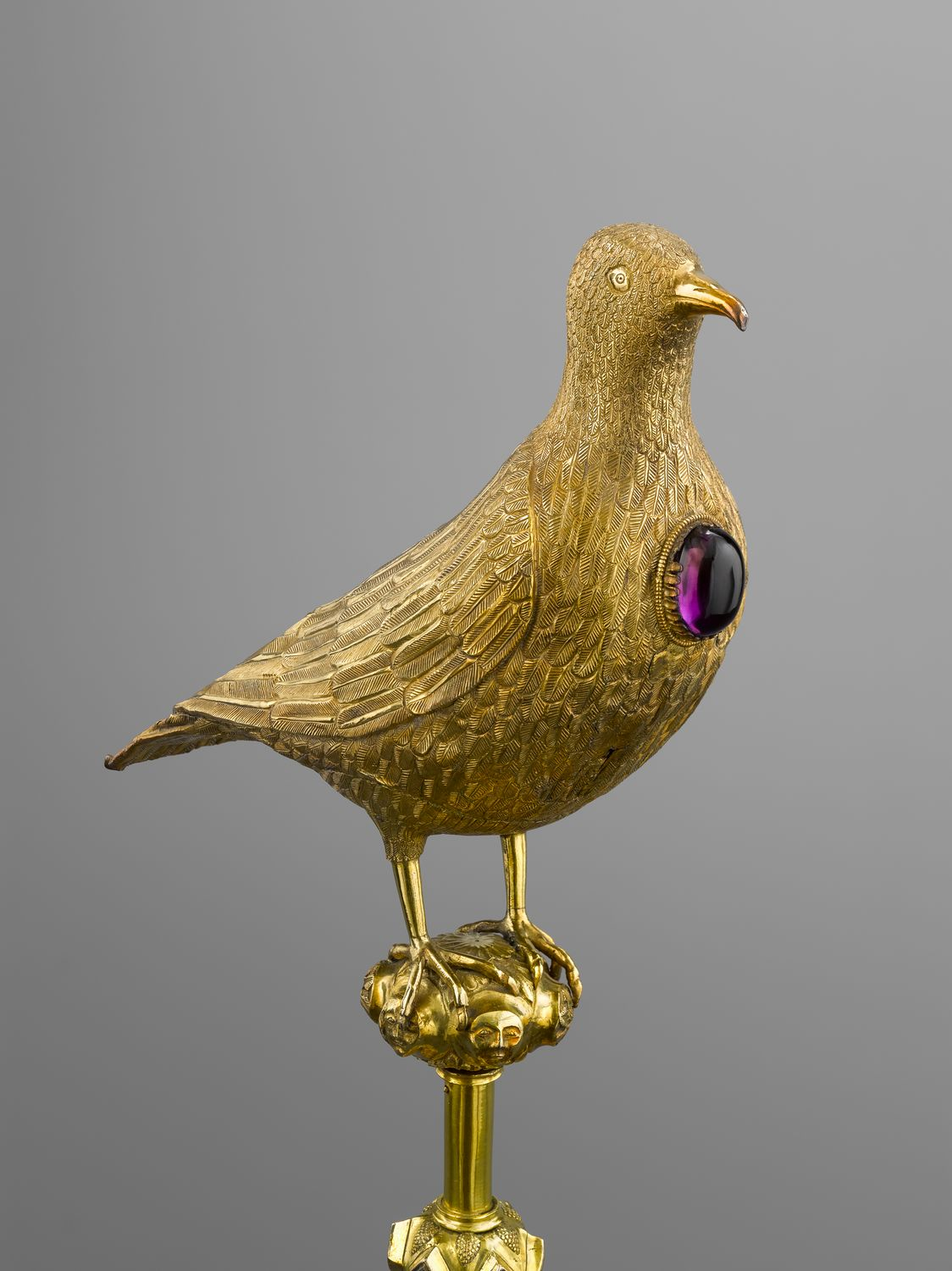
Anoniem, reliekhouder van de melk van de Heilige Maagd (1243-1250)
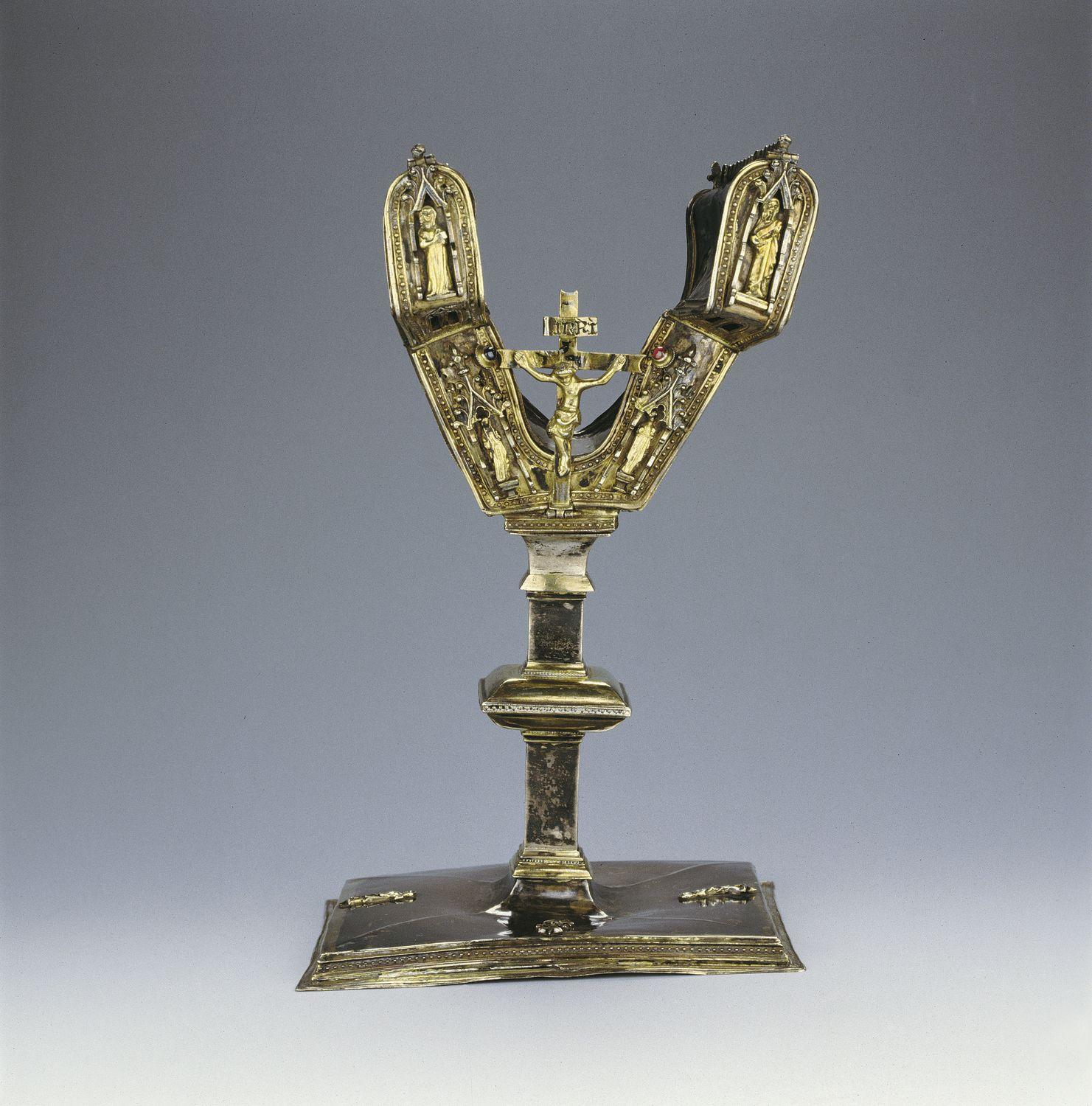
Anoniem, reliekhouder van de heilige Barnabas (1320-1350)
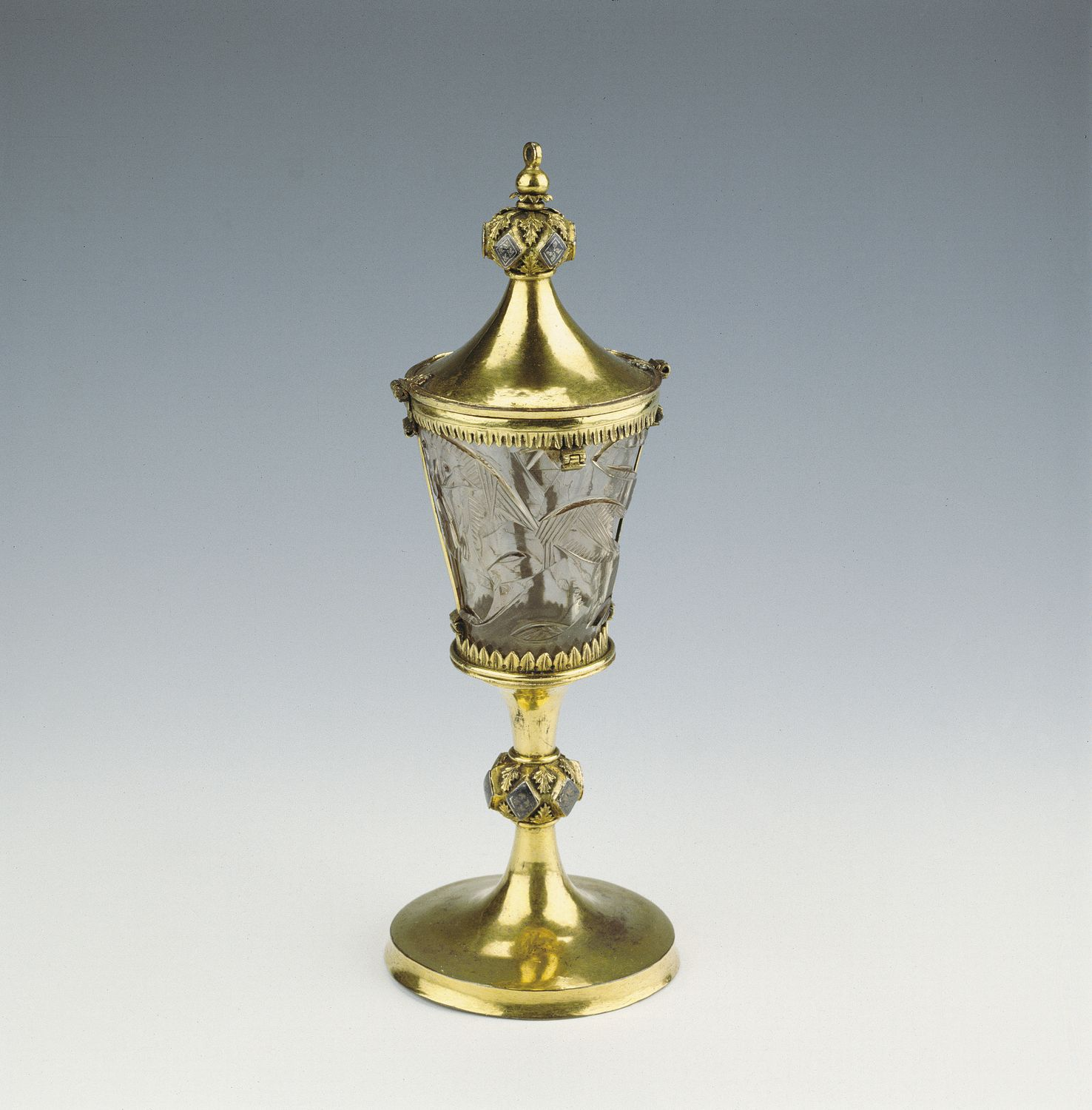
Anoniem, bekervormige reliekhouder (1242-1250)

Liturgische voorwerpen
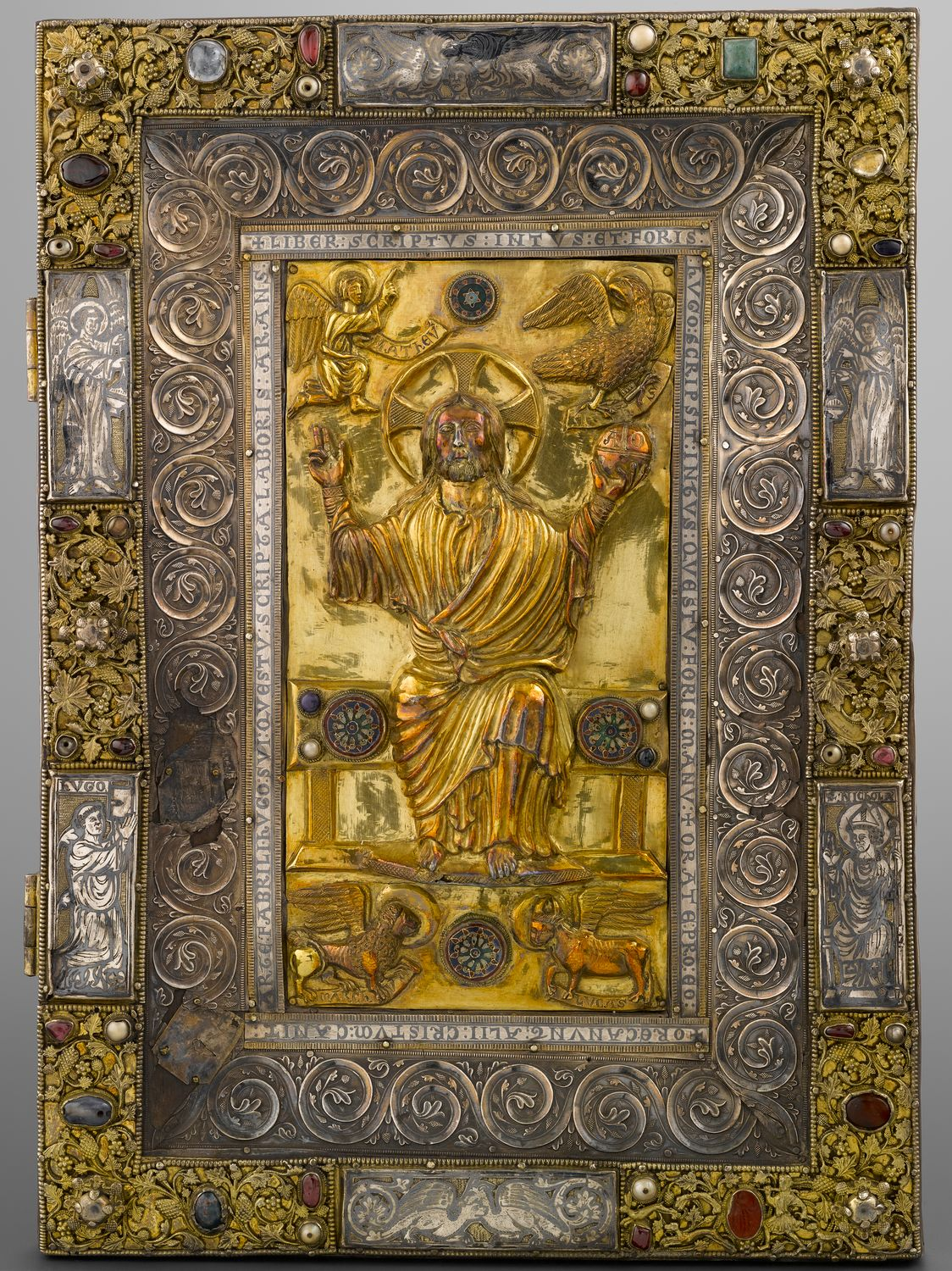
Hugo van Oignies, platen van het Evangeliarium (1228)
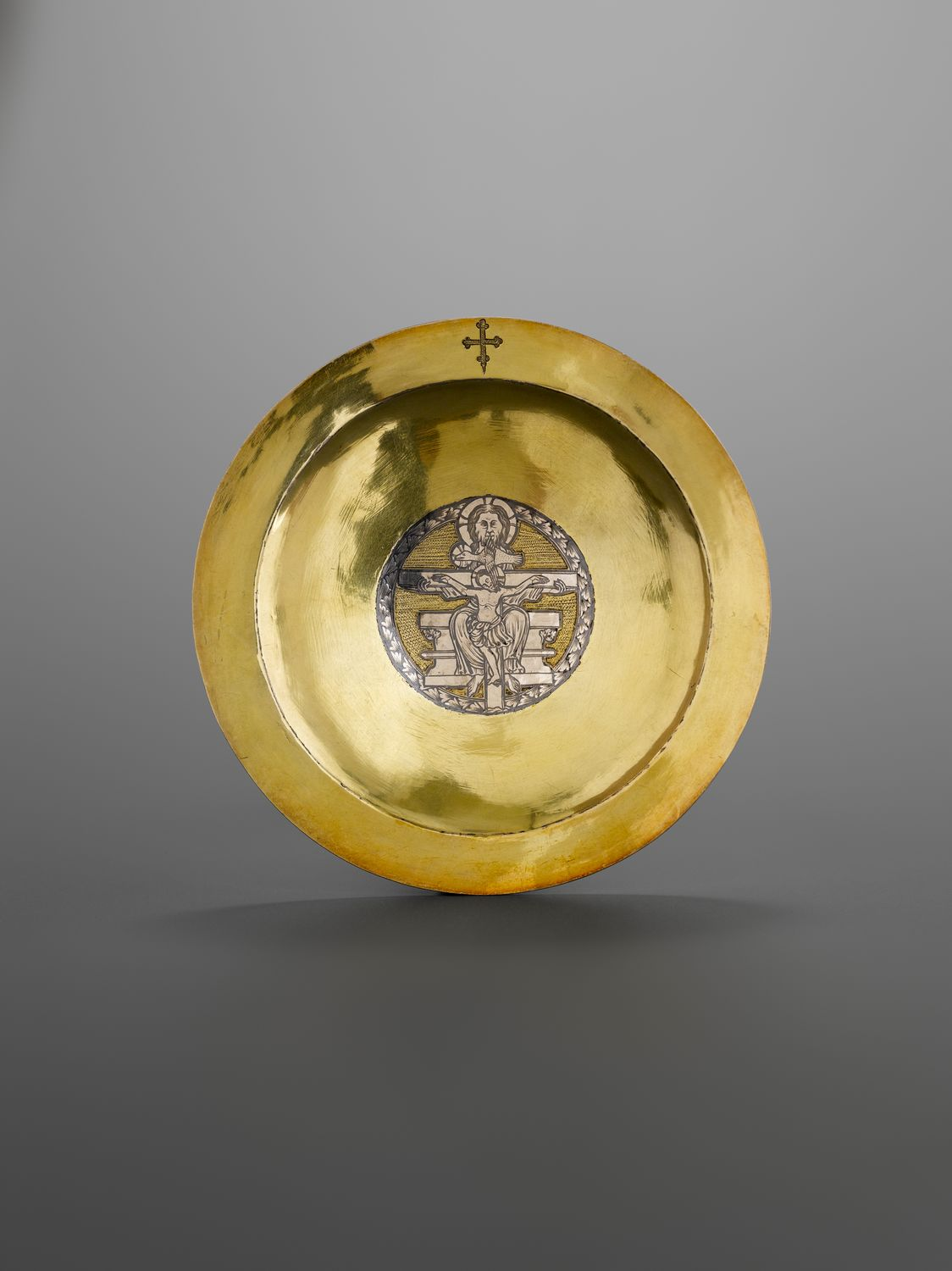
Hugo van Oignies, pateen van Gilles de Walcourt (1228)
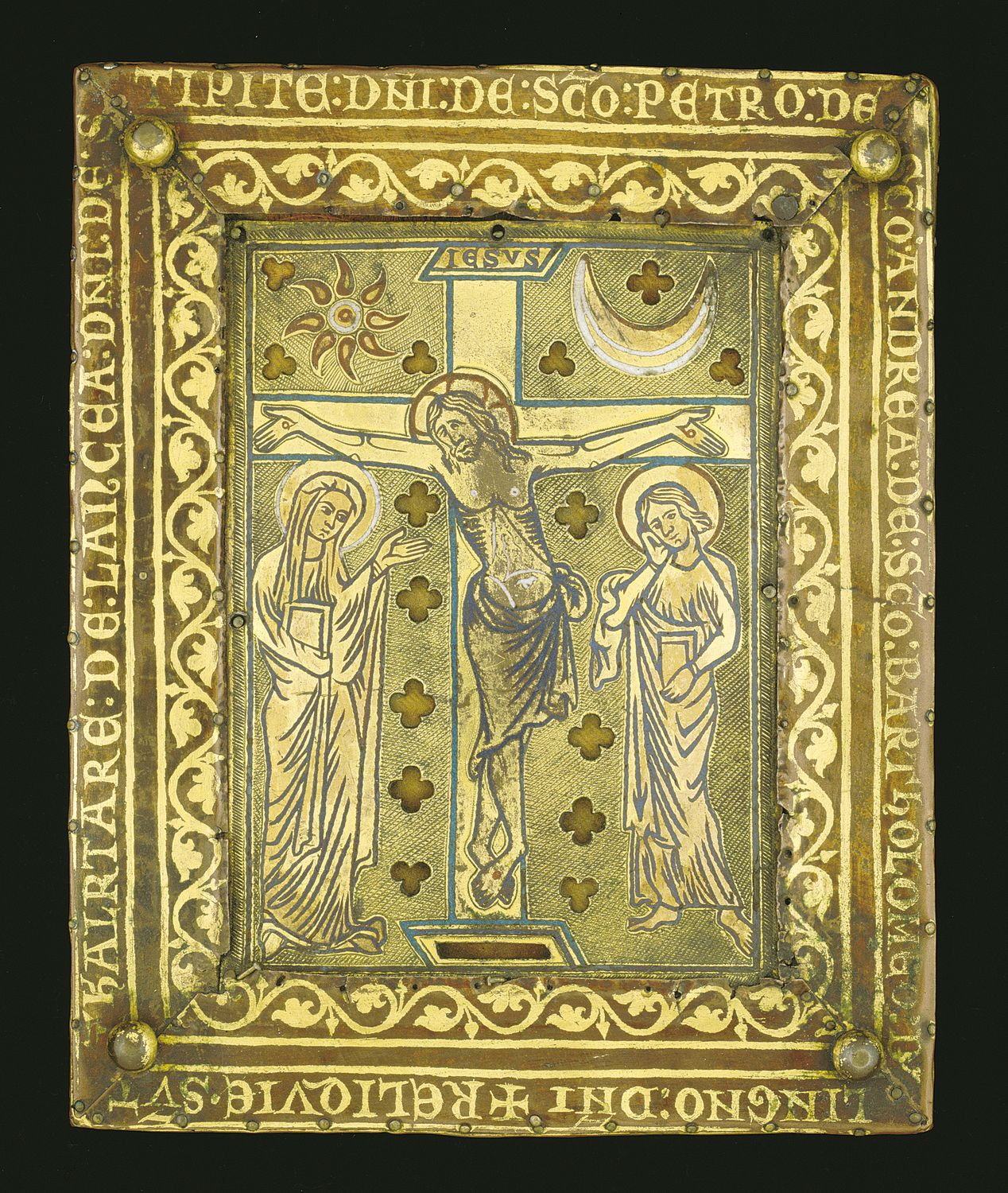
Hugo van Oignies, zogenaamd draagaltaar van Jacob van Vitry (ca. 1216-1220)
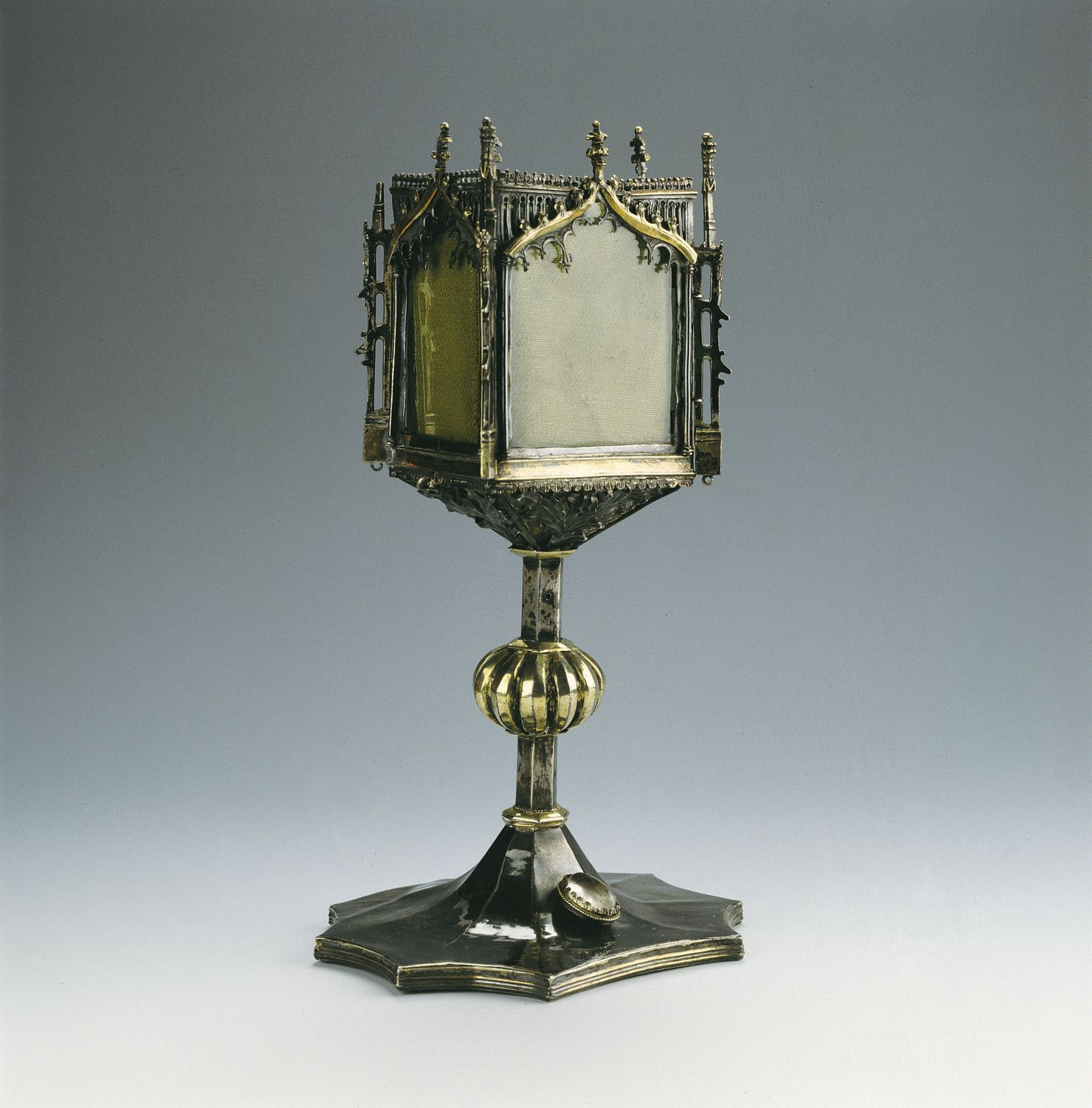
Anoniem, ciborie-monstrans (1380-1400)

Rituele voorwerpen
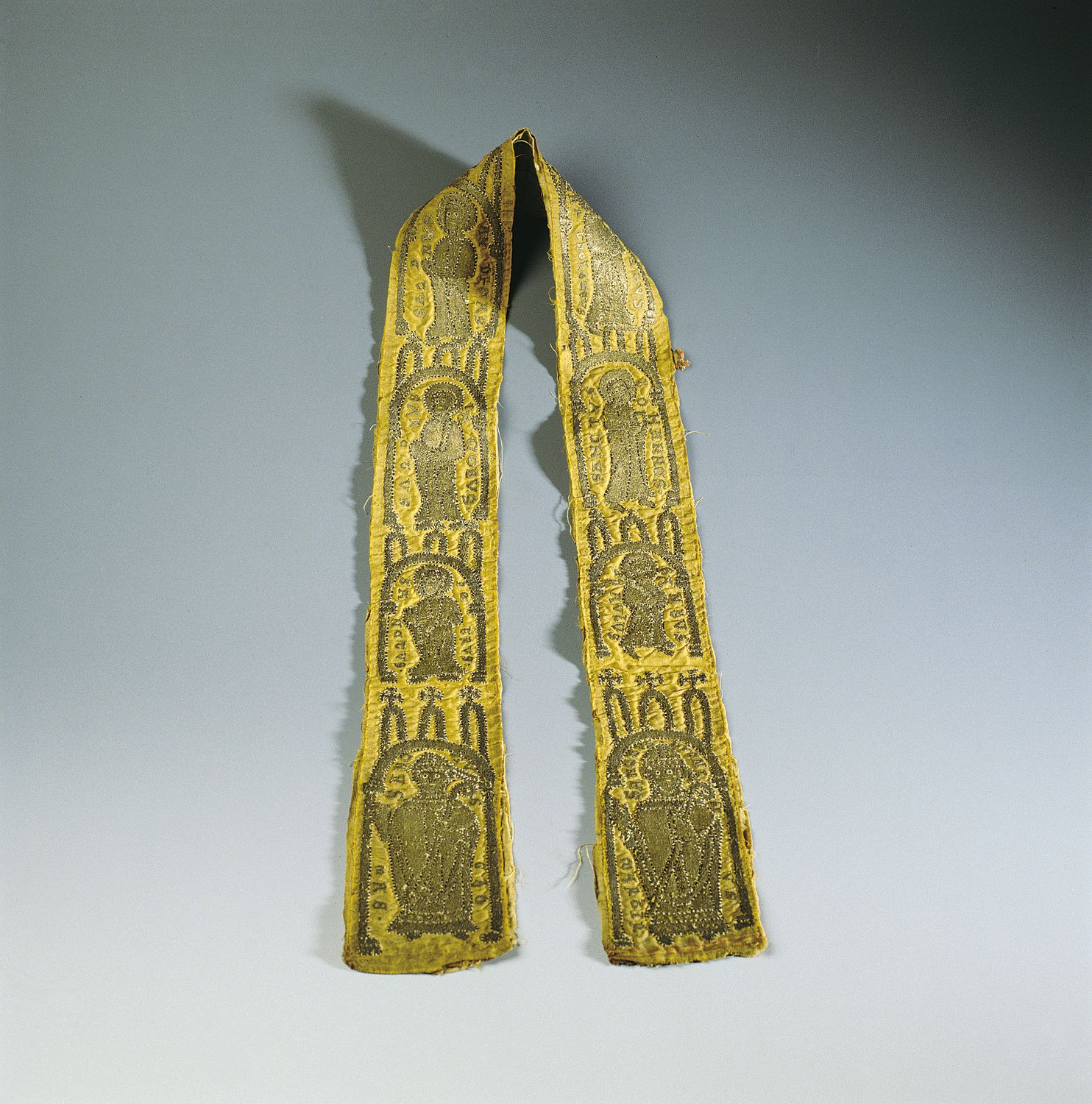
Anoniem, Met gouddraad geborduurde manipel (ca. 1216)
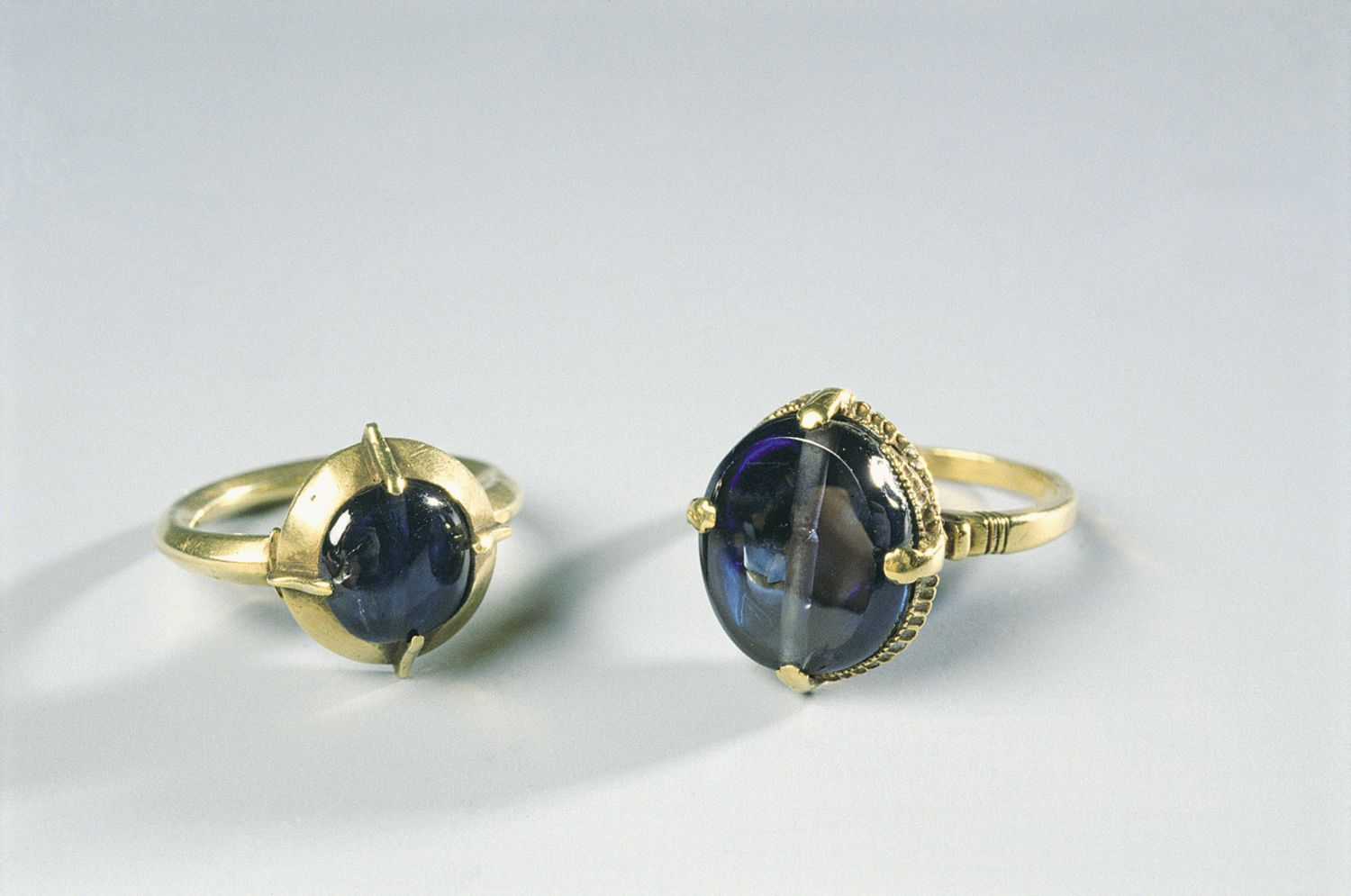
Anoniem, bisschopsringen (1216-1240)
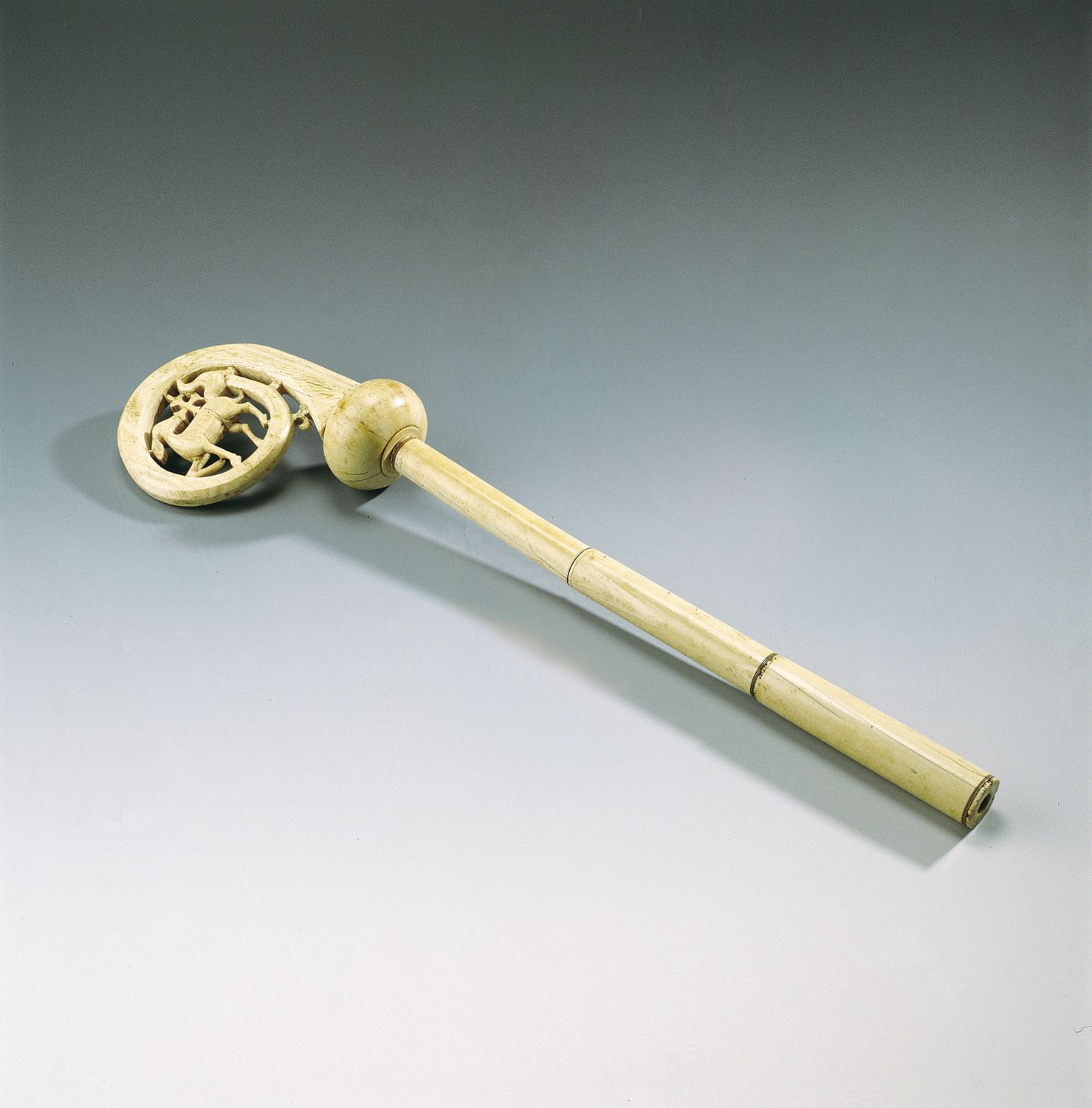
Anoniem, ivoren bisschopsstaf (ca. 1216)
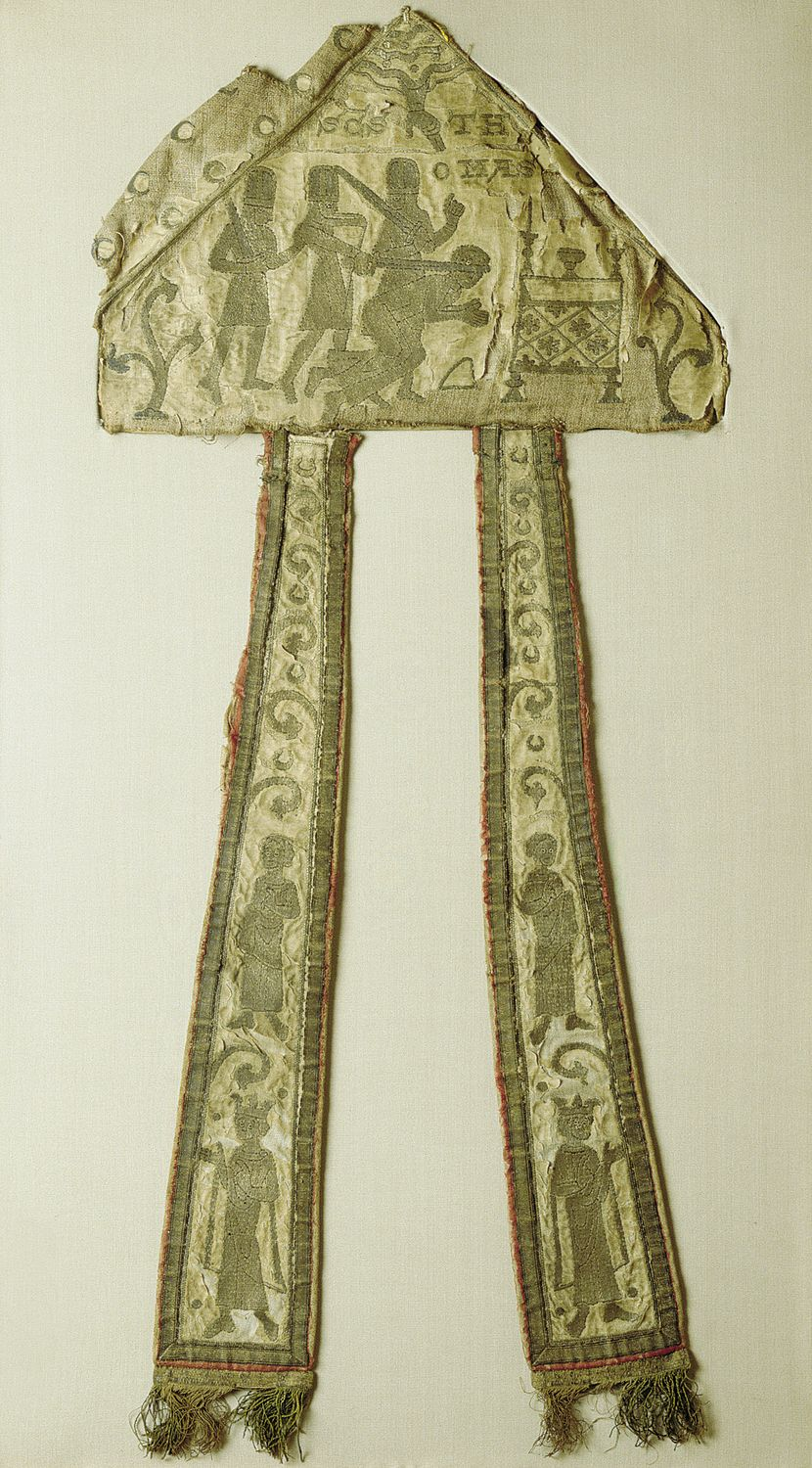
Anoniem, met gouddraad geborduurde mijter (1216-1230)

Andere objecten
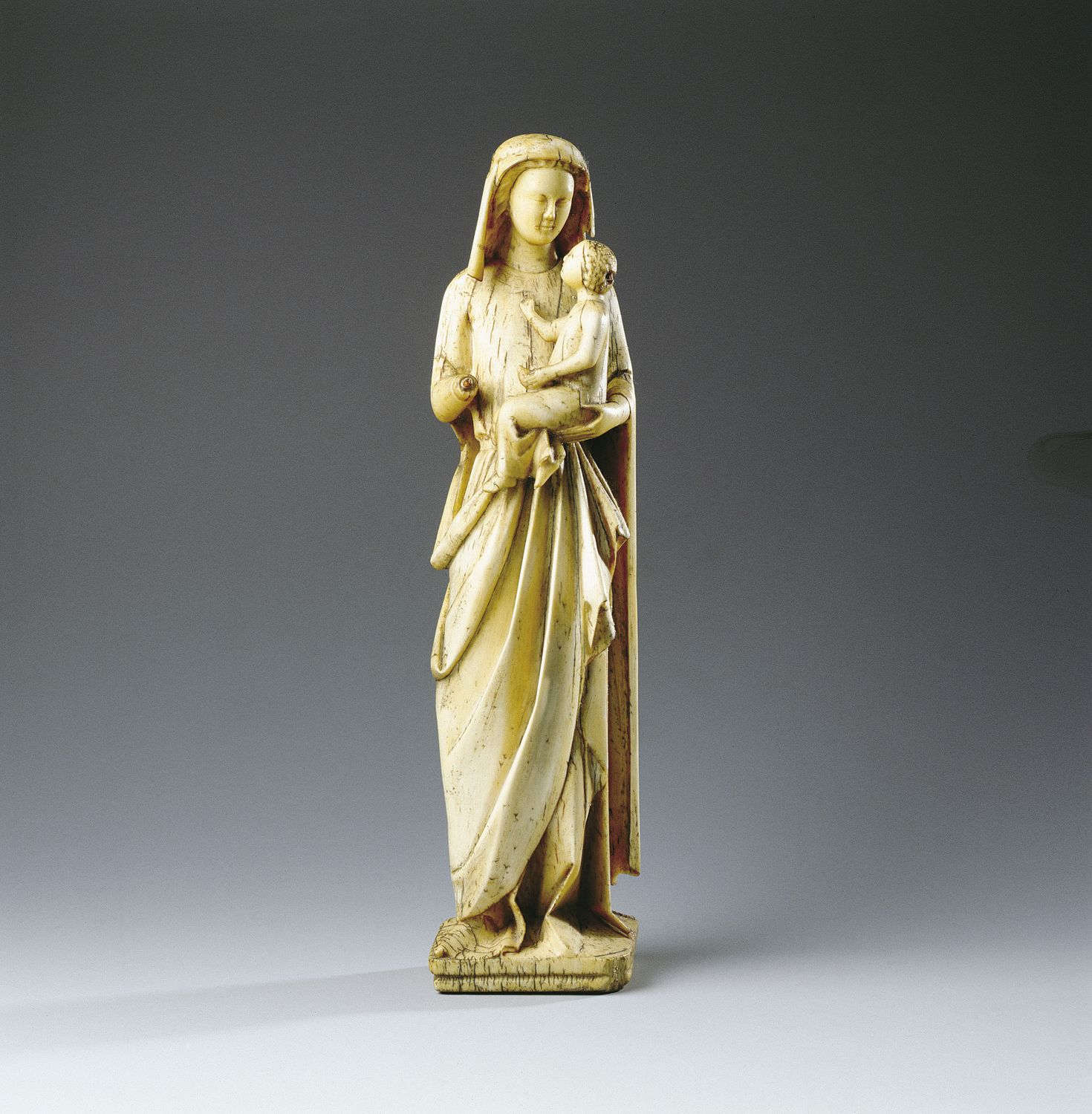
Anoniem (Franse school?), Maria met Kind (ca. 1240)
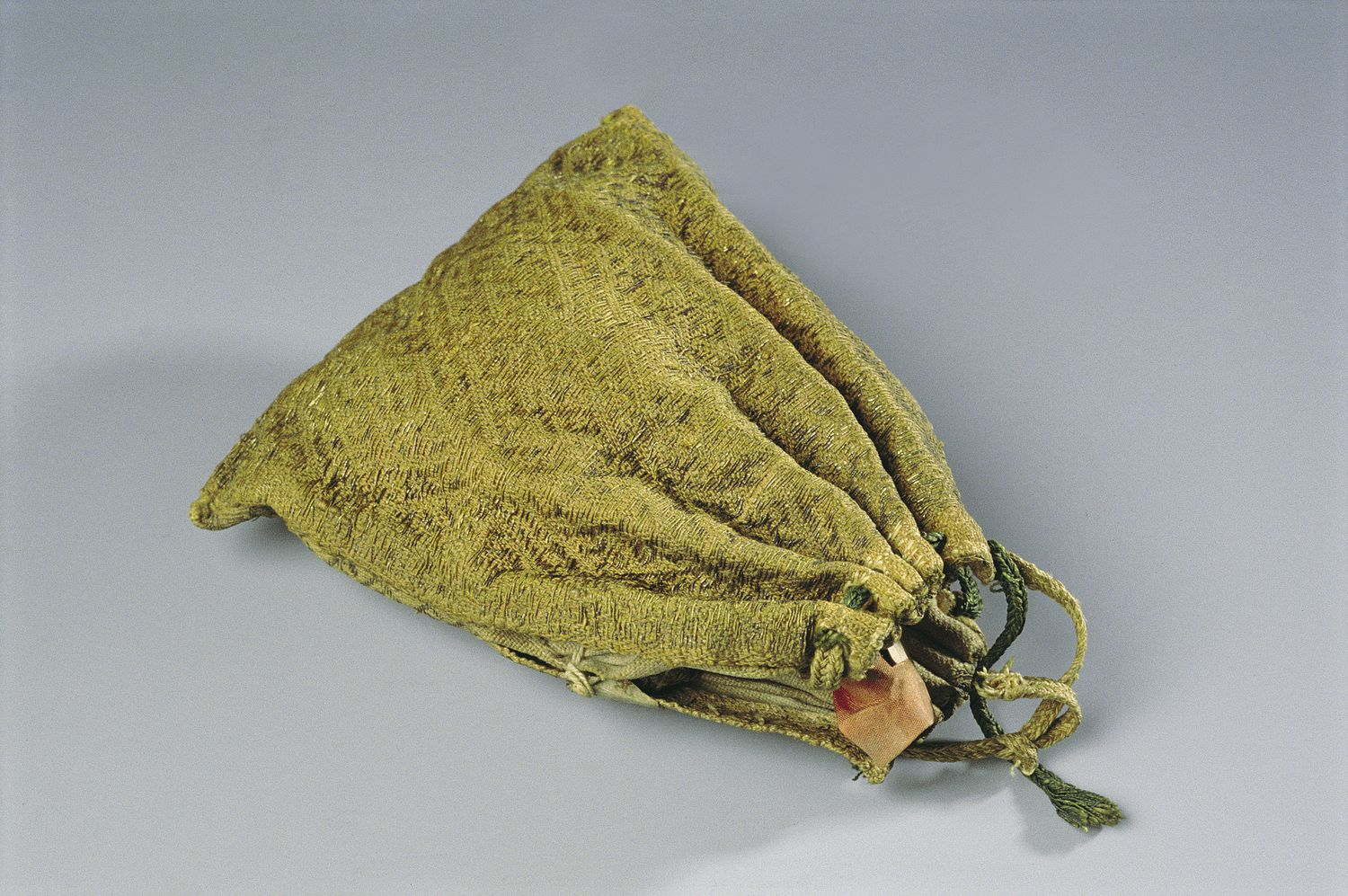
Anoniem, Beurs van bruine stof
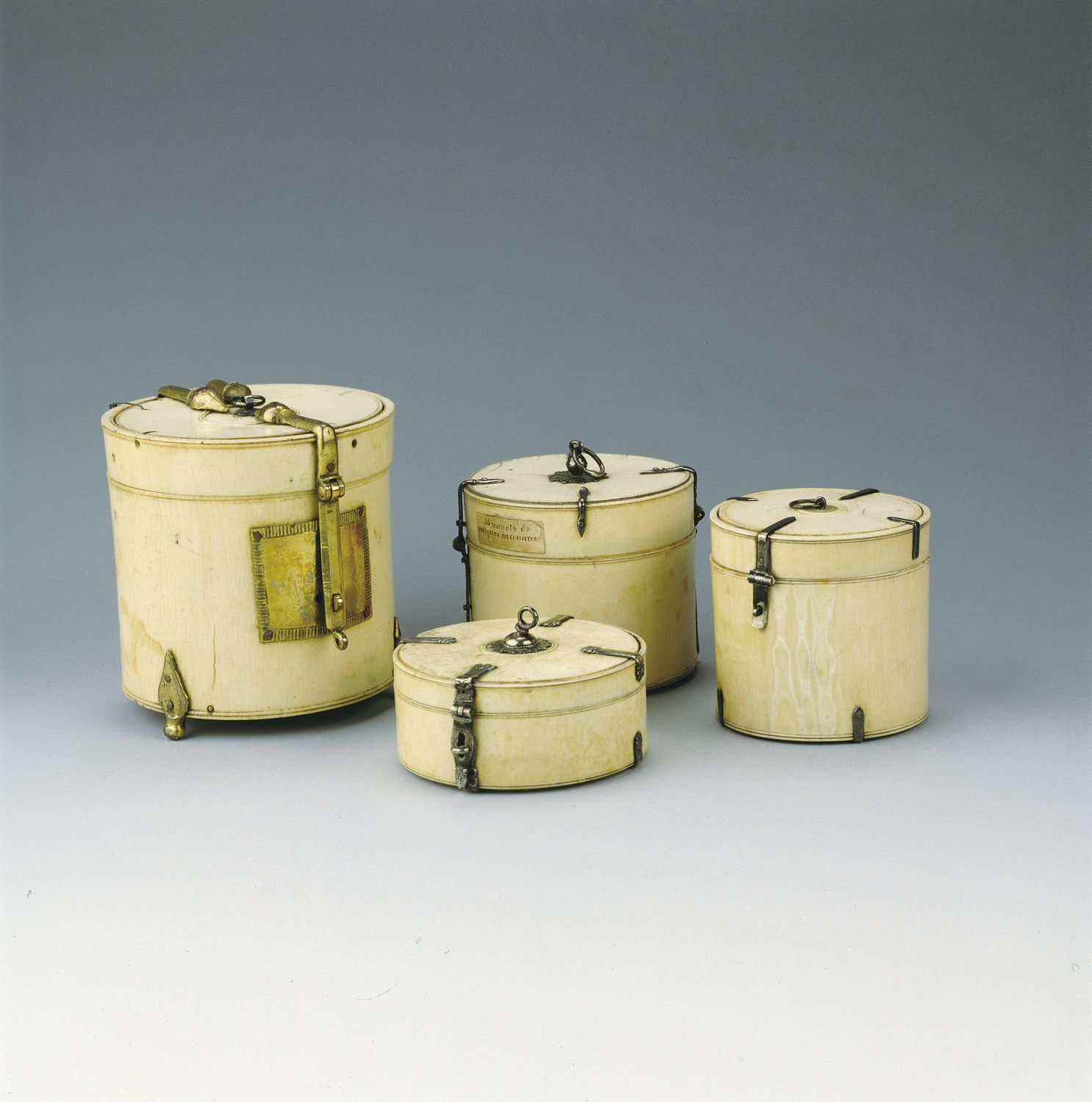
Hugo van Oignies, ivoren koffertjes (1220-1240)
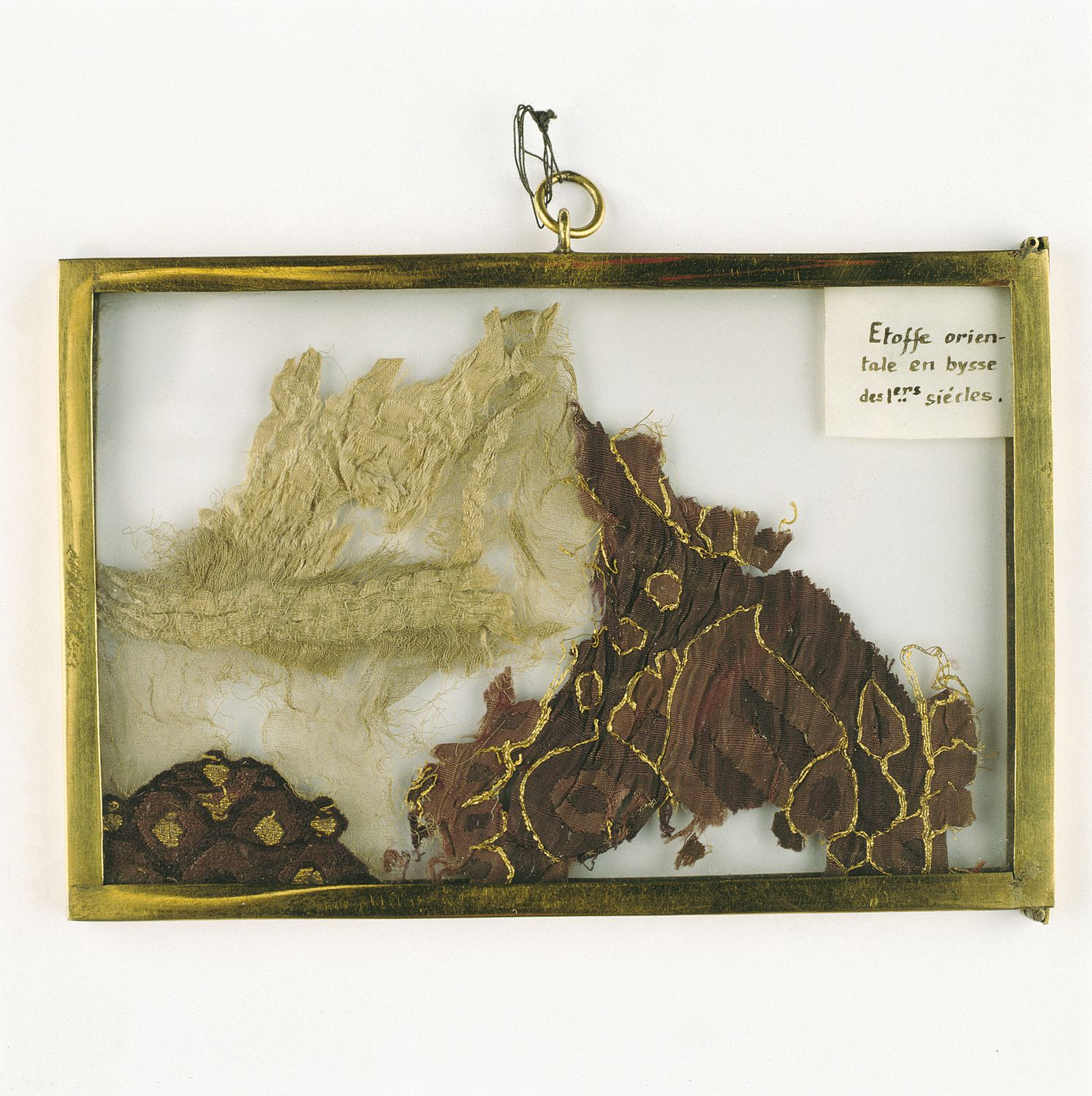
Anoniem, fragment van Oosters zijdeweefsel